# Czarna Łada
Czarna Łada – rzeka, dopływ Łady.
Górny bieg Czarnej Łady nosi nazwę Okno. Po połączeniu ze strugą Szarką przyjmuje nazwę Czarna Łada. 
Czarna Łada łączy się z Białą Ładą, która uchodzi za główny górny bieg Łady.

## Główne dopływy
Prawe: Studczek, Smolnik, Ratwica, Próchnica.
Lewy: Szarka